# چرخه عناصر غذایی

چرخهٔ عناصر غذایی در یک اکوسیستم خشکی نمادین

چرخه عناصر غذایی یا چرخه مواد مغذی (یا بازیافت بوم‌شناختی) جابجایی و تبادل مواد معدنی و آلی برای تولید ماده است. جریان انرژی یک مسیر یک‌سویه و غیرچرخه‌ای است، در حالی که حرکت مواد مغذی معدنی به صورت چرخه‌ای است. چرخه‌های معدنی شامل چرخه کربن، چرخه گوگرد، چرخه نیتروژن، چرخه آب، چرخه فسفر، چرخه اکسیژن، در میان سایر مواردی است که به‌طور پیوسته همراه با سایر مواد مغذی معدنی در تغذیه مولد بوم‌شناختی بازیافت می‌شوند.